# Roggendorf/Thenhoven
Roggendorf/Thenhoven ist ein nördlicher, linksrheinisch gelegener Stadtteil Kölns, im Stadtbezirk Chorweiler. Er ist flächenmäßig nach Eil der zweitgrößte, nach seiner Einwohnerzahl aber einer der kleineren Kölner Stadtteile.

## Lage

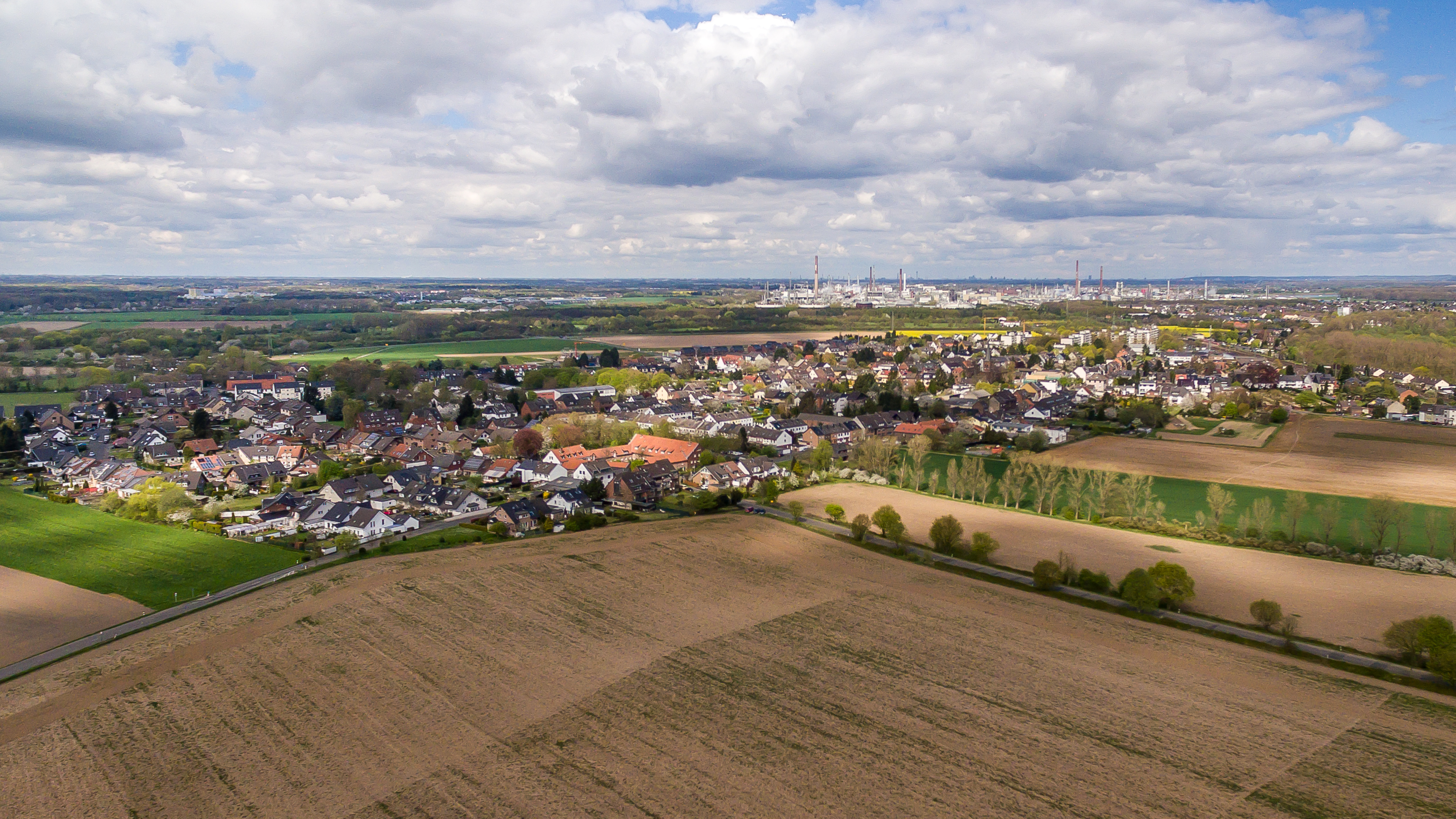
Luftaufnahme von Roggendorf/Thenhoven

Der größte Teil des Gebiets besteht aus Feldern und dem Waldgebiet des Chorbuschs, der nach Norden in den Knechtstedener Wald übergeht. Durch den Ort fließt der bei Worringen in den Rhein mündende Pletschbach. Bis heute hat das Dorf mit seinen vielen, teilweise umgebauten, teilweise immer noch landwirtschaftlich genutzten Höfen seinen ländlichen und dörflichen Charme behalten. Im Norden grenzt der Stadtteil an Dormagen-Hackenbroich im Rhein-Kreis Neuss und im Nordosten an Worringen. Südlich von Roggendorf/Thenhoven liegt Esch/Auweiler und südwestlich Pulheim-Sinnersdorf im Rhein-Erft-Kreis.
Zudem grenzen östlich das Naturschutzgebiet Worringer Bruch sowie der Stadtteil Blumenberg an den Ort.

## Geschichte

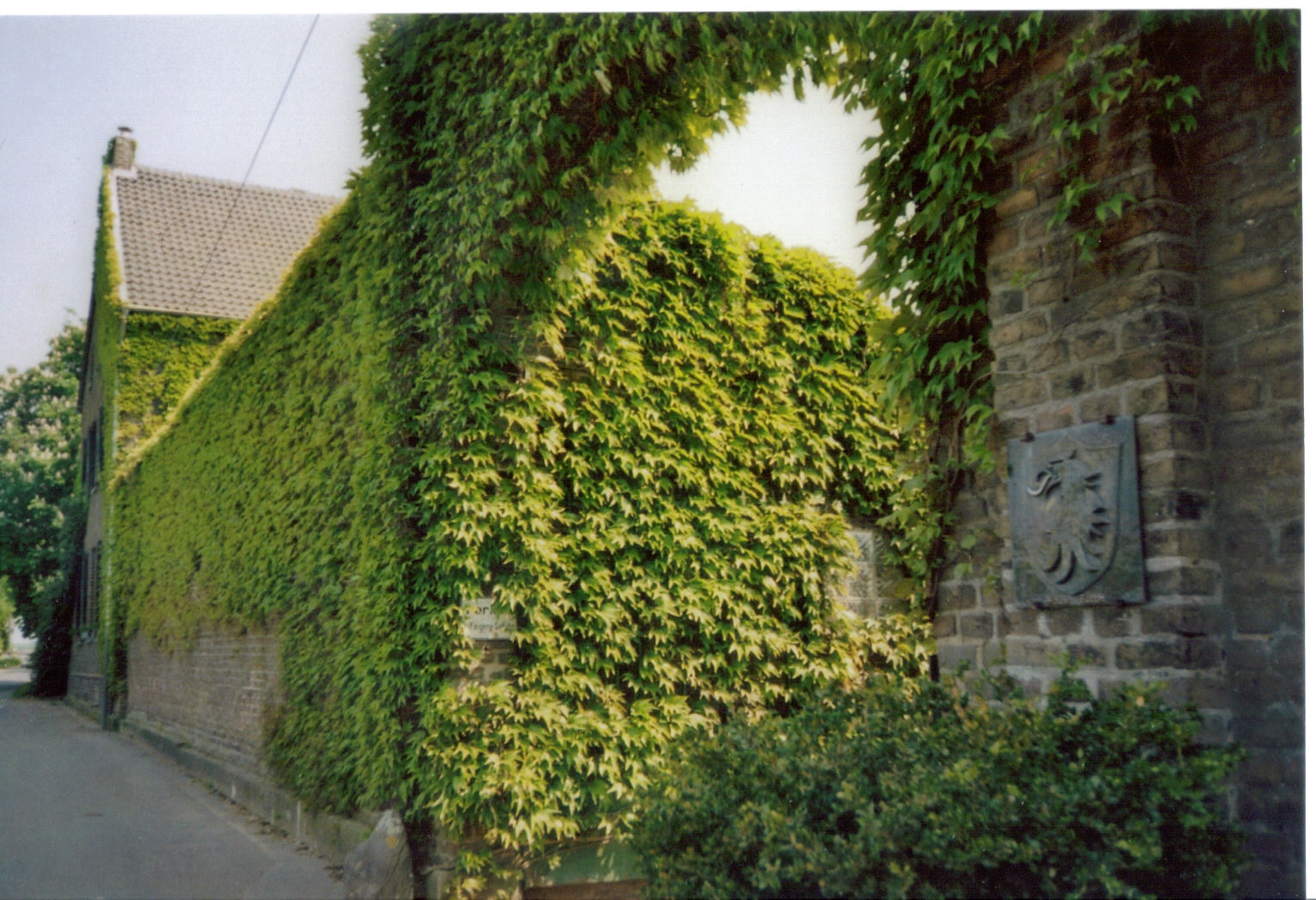
Haus Furth

Thenhoven wurde erstmals 948 als Thiedinhove erwähnt. Im Jahre 1288 fand in der Nähe von Thenhoven auf der Fühlinger Heide die Schlacht von Worringen statt. Im Jahre 1298 wurde ein Gobelin von Tiedenhoven erwähnt, der ein Grundstück in Tiedenhoven dem Kölner Domstift verkaufte. Ein Jakob von Thedinhoven wurde in einer mittelalterlichen Urkunde vom 21. Juni 1306 erwähnt. Politisch gehörten Thenhoven und Roggendorf bis 1794 zur Herrlichkeit Worringen im Kurfürstentum Köln. 1794 begann die französische Herrschaft über das Doppeldorf. Verwaltungstechnisch wurden Roggendorf und Thenhoven dem Département de la Roer, Arrondissement Cologne, Kanton Dormagen, Mairie Worringen zugeteilt. Nach dem Wiener Kongress im Jahre 1815 kamen die beiden Dörfer an das Königreich Preußen und an die Bürgermeisterei Worringen im Landkreis Köln. Die beiden schon im 19. Jahrhundert zusammengewachsenen Straßendörfer Roggendorf (Sinnersdorfer Straße) und Thenhoven (Berrischstraße) gehörten bis zum Jahr 1922 zur Bürgermeisterei Worringen. Die Quettinghofstraße bildet die Grenze zwischen Thenhoven (ungerade Hausnummern) und Roggendorf (gerade Nummern). Am 1. April 1922 wurde das Doppeldorf in die Stadt Köln eingemeindet. 
Im Jahr 1906 wurde die Freiwillige Feuerwehr für Roggendorf und Thenhoven gegründet. Diese existiert auch heute noch und wurde nach Eingemeindung 1922 in die Struktur in der Feuerwehr Köln integriert und ist noch heute aktiv für den Brandschutz und die technische Hilfeleistung im Stadtteil zuständig.
Durch die Gebietsreform am 1. Januar 1975 wurden beide Dörfer zu einem Stadtteil zusammengefasst, weil sie einzeln zu klein waren, um eigene Stadtteile zu bilden.

## Bevölkerungsstatistik
Struktur der Bevölkerung von Köln-Roggendorf/Thenhoven (2021):
- Durchschnittsalter der Bevölkerung: 39,4 Jahre (Kölner Durchschnitt: 41,4 Jahre)
- Ausländeranteil: 18,4 % (Kölner Durchschnitt: 19,3 %)
- Arbeitslosenquote: 10,8 % (Kölner Durchschnitt: 8,6 %)

## Religiöses Leben

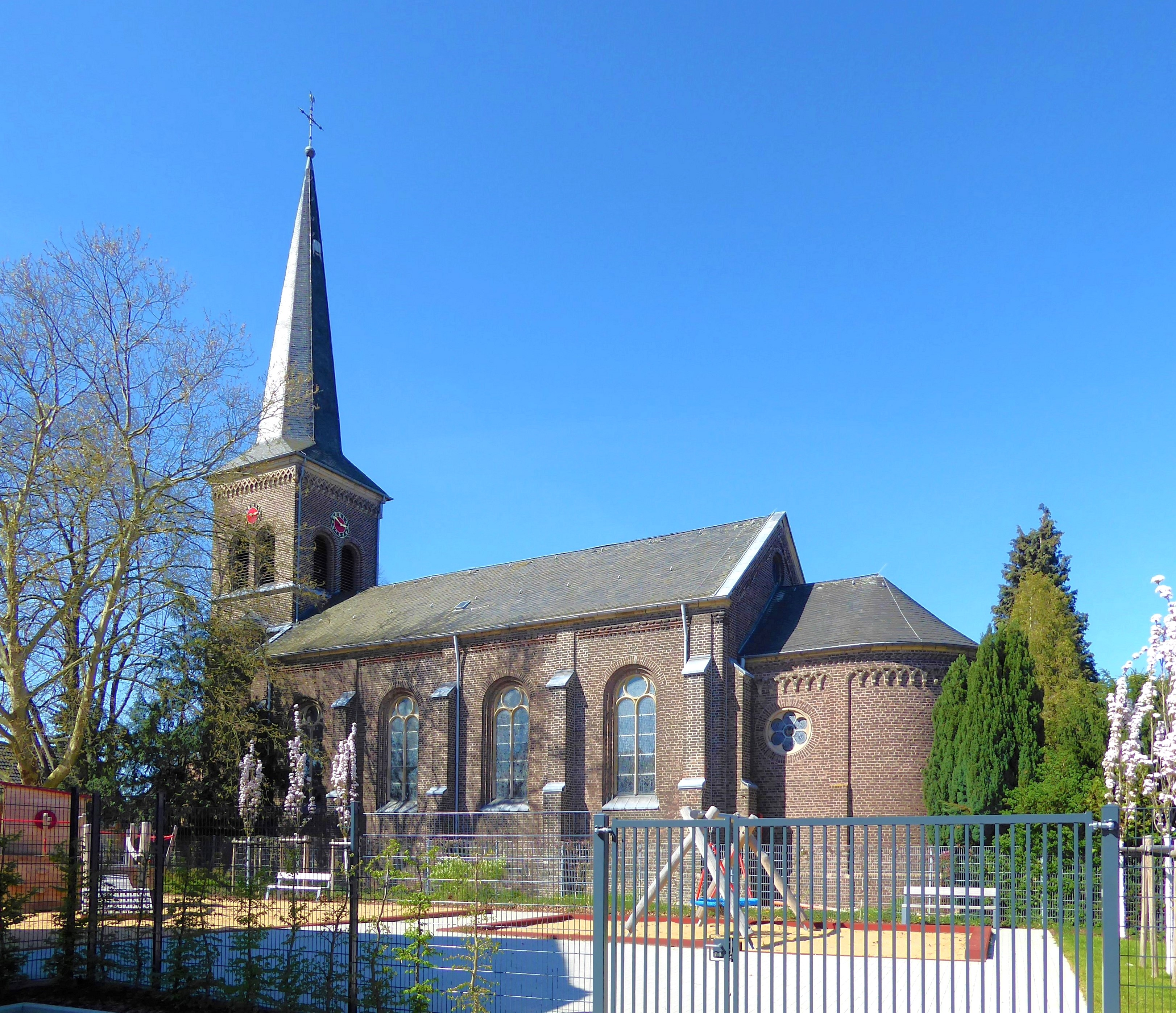
Katholische Ortskirche St. Johann Baptist

Die überwiegend katholische Bevölkerung bewirkte 1866 den Bau eines eigenen Gotteshauses nördlich der Baptiststraße. Dort wurde 1867 der erste Gottesdienst gehalten. Seit 1887 besitzt Roggendorf/Thenhoven auch einen Friedhof, dessen älterer Teil zwischen der Baptiststraße und der Heinrich-Latz-Straße liegt. Seine Erweiterung südlich der Baptiststraße wurde Allerheiligen 1987 gesegnet. Der Friedhof ist im Besitz der katholischen Pfarrgemeinde St. Johann Baptist. Es handelte sich zunächst um eine Rektoratsgemeinde, die 1888 zur selbständigen katholischen Gemeinde erklärt wurde. Sie war seit dem Jahre 2006 dem Pfarrverband Am Worringer Bruch angeschlossen, dem auch die katholischen Pfarrgemeinden St. Pankratius Worringen, St. Katharina von Siena Blumenberg, St. Marien Fühlingen und St. Amandus Rheinkassel/Langel angehören.
Der Pfarrverband fusionierte zum Jahreswechsel 2009/2010 zur Groß-Pfarrei St. Pankratius Am Worringer Bruch.
Partner-Pfarrgemeinde ist die katholische Pfarrei St. Marien in Marksußra.

## Sehenswürdigkeiten und kulturelle Veranstaltungen
- Sehenswert ist das am Südostrand des Chorbuschs gelegene Schloss Arff.
- Ebenfalls sehenswert ist die katholische Ortskirche St. Johann Baptist aus dem 19. Jahrhundert. In ihr befindet sich eine Orgel der dänischen Firma Marcussen aus dem Jahr 1991, deren Orgelprospekt aus dem Jahr 1710 stammt.[4]
- Kulturelle Ereignisse: Neujahrsempfang des Bürgervereins in Kooperation mit der Schützenbruderschaft im Januar, Osterschießen am Ostermontag, Tanz in den Mai, im zweijährlichen Turnus Schulfest der katholischen Grundschule, Jugendturniere und Dorfturnier im Fußball im Mai und Juni, im zweijährlichen Turnus TdoT Freiwillige Feuerwehr Roggendorf/Thenhoven, Pfarrfest während der Sommermonate, Schützenfest um den ersten Sonntag im August, Kevelaer-Wallfahrt im Oktober, Sankt Martinszug im November, Aufstellung des Weihnachtsbaumes vor der Ortskirche am 1. Advent und noch einiges mehr.
- Nordwestlich des Ortes befindet sich der städtische Golfplatz. Hier ist die Ausübung des Sportes auch ohne die Mitgliedschaft in einem der oft recht exklusiven Golfklubs möglich.

## Institutionen, Vereine und Gruppierungen
Roggendorf/Thenhoven verfügt über ein ausgeprägtes Dorf- und Vereinsleben:
- Bürgerverein Köln-Roggendorf/Thenhoven e. V.
- Chorfamilie Cäcilia Köln-Roggendorf/Thenhoven
- Dorfpokal-Kegler Roggendorf/Thenhoven e. V.
- Freiwillige Feuerwehr Köln, Löschgruppe Roggendorf/Thenhoven
- Hennes & Friends, 1. FC Köln-Fanclub
- Katholische Grundschule Gutnickstraße
- Katholische Kirchengemeinde St. Pankratius Am Worringer Bruch
- Kindertagesstätte der Stadt Köln Further Straße
- Kindertagesstätte der Stadt Köln Gutnickstraße
- Kölner Pferdesportverein e. V. Köln-Nord
- Öffentliche Kölner Golfsportanlage
- Schützenbruderschaft St. Johann-Baptist 1992 e. V. Köln-Roggendorf/Thenhoven (mit 14 Schützenzügen, einer Schießsportgruppe und einem Spielmannszug)
- Seniorenarbeit (ehemals Altenkreis)
- SSV Roggendorf/Thenhoven 1919 e. V.
- Spielmannszug Kölns RoThe 2014

## Verkehr

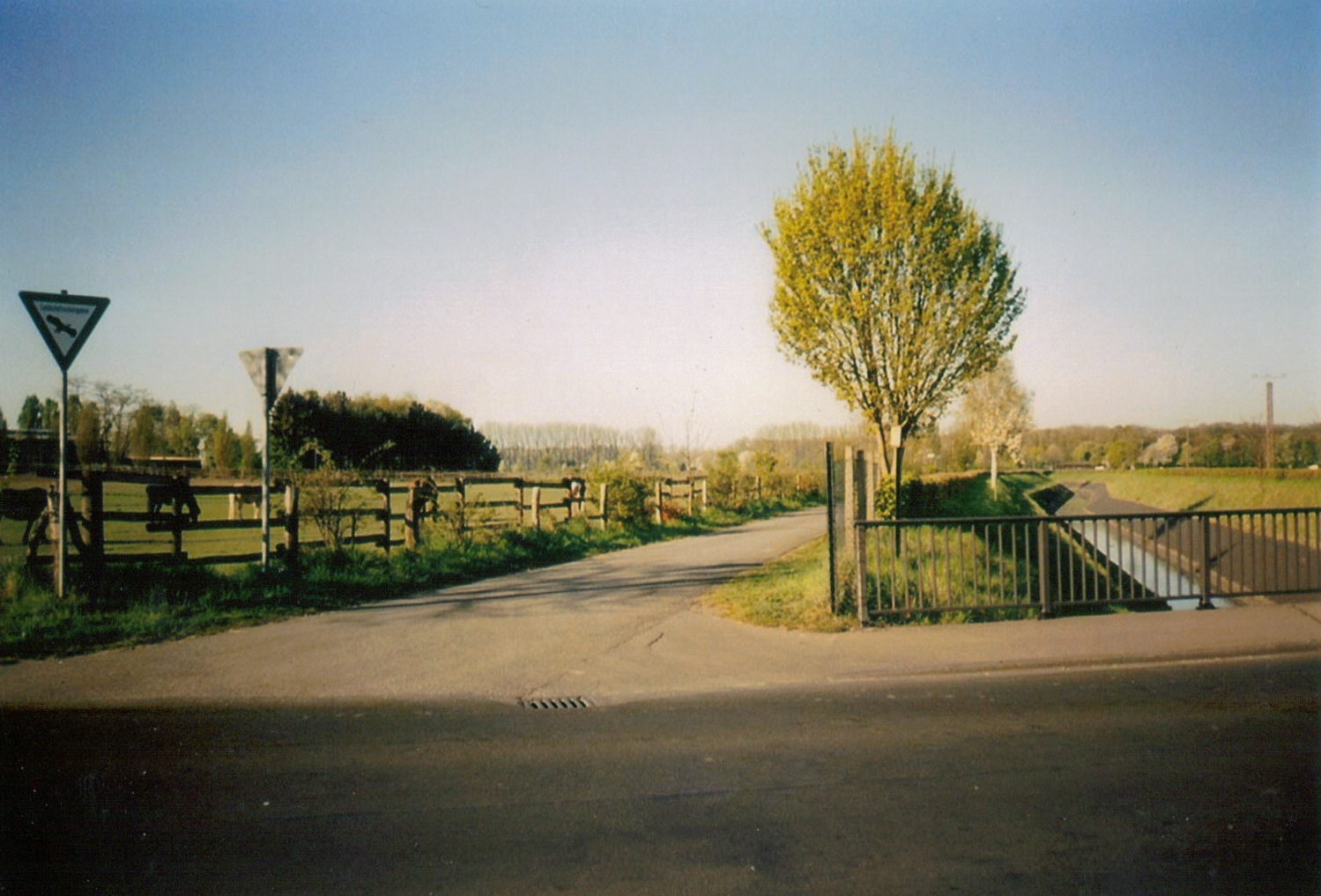
Roggendorf, Stadtgrenze; rechts Randkanal

An der Grenze zum nördlich gelegenen Ort Worringen (jedoch noch auf Roggendorf/Thenhovener Gebiet) befindet sich der Bahnhof Köln-Worringen, an dem die Züge der DB-Linien S 11 (von Düsseldorf über Neuss und Köln nach Bergisch Gladbach) und S 6 (in den Hauptverkehrszeiten in Richtung Köln Hbf und weiter nach Essen) verkehren.
Montags bis freitags fahren die Züge im 20-Minuten-Takt, abends, am Wochenende und an Feiertagen im 30-Minuten-Takt. In den Hauptverkehrszeiten ergibt sich durch die zusätzlichen Züge der S 6 in Richtung Köln-Mülheim ein 10-Minuten-Takt.
Am südlichen Ortsrand liegt die Anschlussstelle Worringen der A 57.
Außerdem wird der Ort durch die Buslinie 120 mit den Ortschaften Worringen, Fühlingen und Chorweiler verbunden.
Zudem besteht durch die Buslinie 980 eine Verbindung zum Nachbarort Pulheim-Sinnersdorf, zu den Städten Pulheim und Frechen und durch die Linie 885 zur nahegelegenen Stadt Dormagen, zu deren Kreiskrankenhaus.
Der Bürgerverein setzte sich über 30 Jahre für eine Umgehungsstraße ein, die seit 2006 von der A-57-Abfahrt Worringen/Sinnersdorf westlich an Roggendorf vorbeiführt, die Sinnersdorfer Straße stark entlastet und den Verkehr nach Hackenbroich/Hackhausen, zum Bayerwerk Dormagen und nach Worringen auf anderem Wege leitet. Auf der im südlichen Bereich vorher recht engen Straße wurden bis zu 13.000 Kraftfahrzeuge, darunter viele LKW, gezählt (nun sind es keine 3000 mehr), die werktags zumeist von der oder zur A 57 fuhren. Dies ist nun nicht mehr möglich, da am südlichen Ende der Sinnersdorfer Straße ein Wendehammer gebaut wurde. Wenige Meter weiter westlich rollt nun der Verkehr. Nach Roggendorf gelangt man nun von der Autobahn über einen Kreisverkehr auf dem Straberger Weg am Golfplatz. Ein großer Teil der Umgehungsstraße verläuft unmittelbar östlich des Golfplatzes.